# Balthazar River (Grenada)
Der Balthazar River, im Unterlauf Great River (La Grand Riviere), ist ein Fluss auf der Insel Grenada im Atlantik.

## Geographie
Der Fluss ist einer der bedeutenderen Flüsse in Grenada. Er erhält unter anderem Zufluss vom Grand Etang Lake und bildet die nördliche Grenze des South-East-Mountain-Massivs. Die wichtigsten Quellbäche entspringen im Gebiet nördlich von Saint Margaret beziehungsweise Morne Longue im Zentrum der Insel. Der Fluss verläuft in einem Kerbtal zwischen den beiden großen Bergkämmen der Insel, zunächst nach Nordosten. Er passiert Windsor und Clabony im Mount St. Catherine Forest Reserve und wendet sich bei Bylands kurz nach Süden, um dann in eher östlicher Richtung zur Küste zu fließen. Nördlich von Grenville, bei Paradise erhält er Zufluss vom Grand Bras River und trägt ab dort den Namen Great River (La Grand Riviere). Er mündet nördlich des Telescope Point (Pointe de la Grand Riviere) bei Simon in der Great River Bay (Anse de la Grand Riviere) in den Atlantik.
Zu seinem Einzugsgebiet gehören Clabony Sulphur Spring, Seven Sisters Waterfalls, Castine Waterfall und Golden Falls.